# Eisenbahnbau

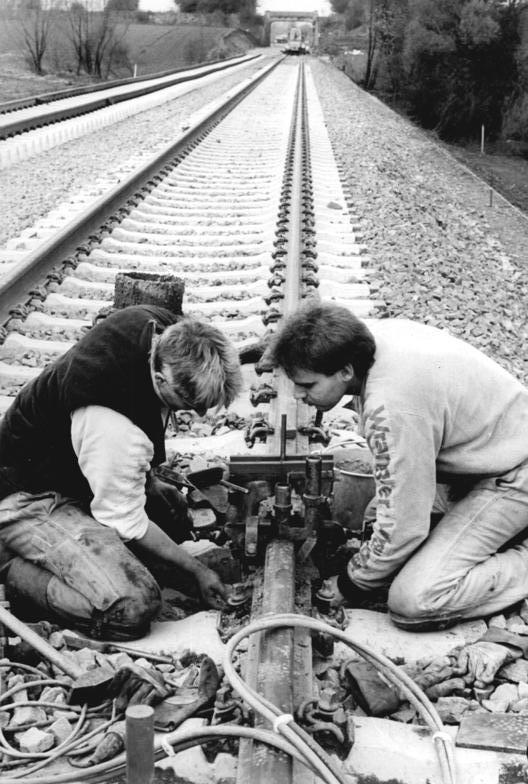
Thermit-Schweißen von Schienen, 1990

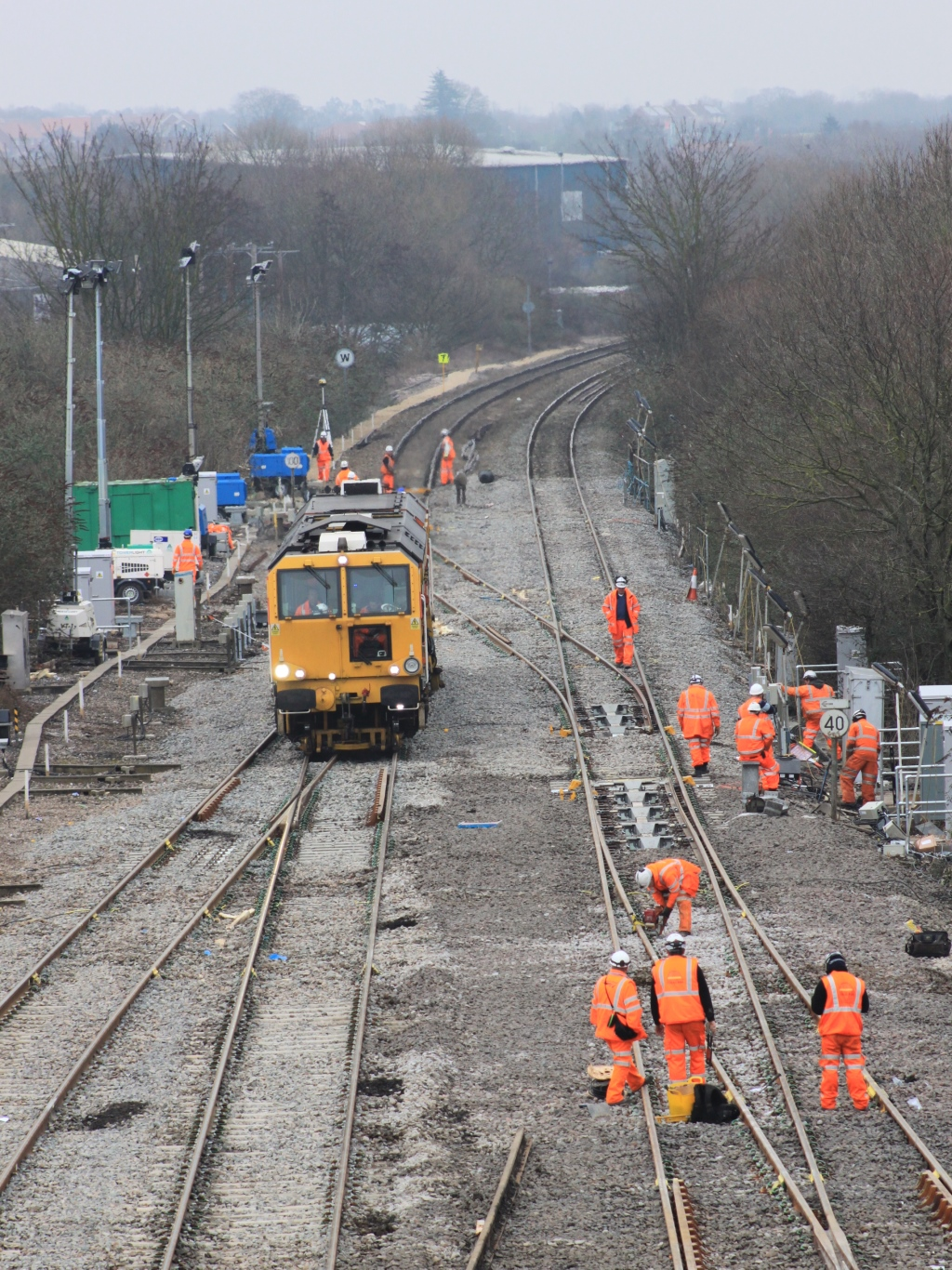
Verlegen von neuen Gleisen, Taunton, 2015

Der Eisenbahnbau, oft als Gleisbau bezeichnet, ist ein Teilbereich des Verkehrsbauwesens und somit des Bauingenieurwesens.
Er umfasst die Planung und den Bau sämtlicher Infrastruktur der Eisenbahn. Dazu gehören Bahnkörper, Sicherungstechnik sowie Zu- und Abgangsmöglichkeiten zum Verkehrsmittel Bahn.
Eisenbahnbau beinhaltet
- den Neubau von Eisenbahnstrecken („Neubaustrecke“, oft Schnellfahrstrecke),
- den Instandsetzung des bestehenden Fahrweges sowie
- den Aus- oder Rückbau hoch bzw. schwach ausgelasteter Strecken.

Dazu gehören das Schaffen/Abreißen von Bahnhöfen, Aufstellen/Demontage von Signalen und die Anhebung/Absenkung der zulässigen Streckenhöchstgeschwindigkeit.
Die Anforderungen an die einzelnen Strecken resultieren aus der zukünftig erwarteten Anzahl an Zügen und den daraus erstellten Fahrplänen. Die Umsetzung dieser Anforderungen (Gleisigkeiten, ausreichende Anzahl von Signalen und Überholbahnhöfen) ist Aufgabe des Eisenbahnbaus.

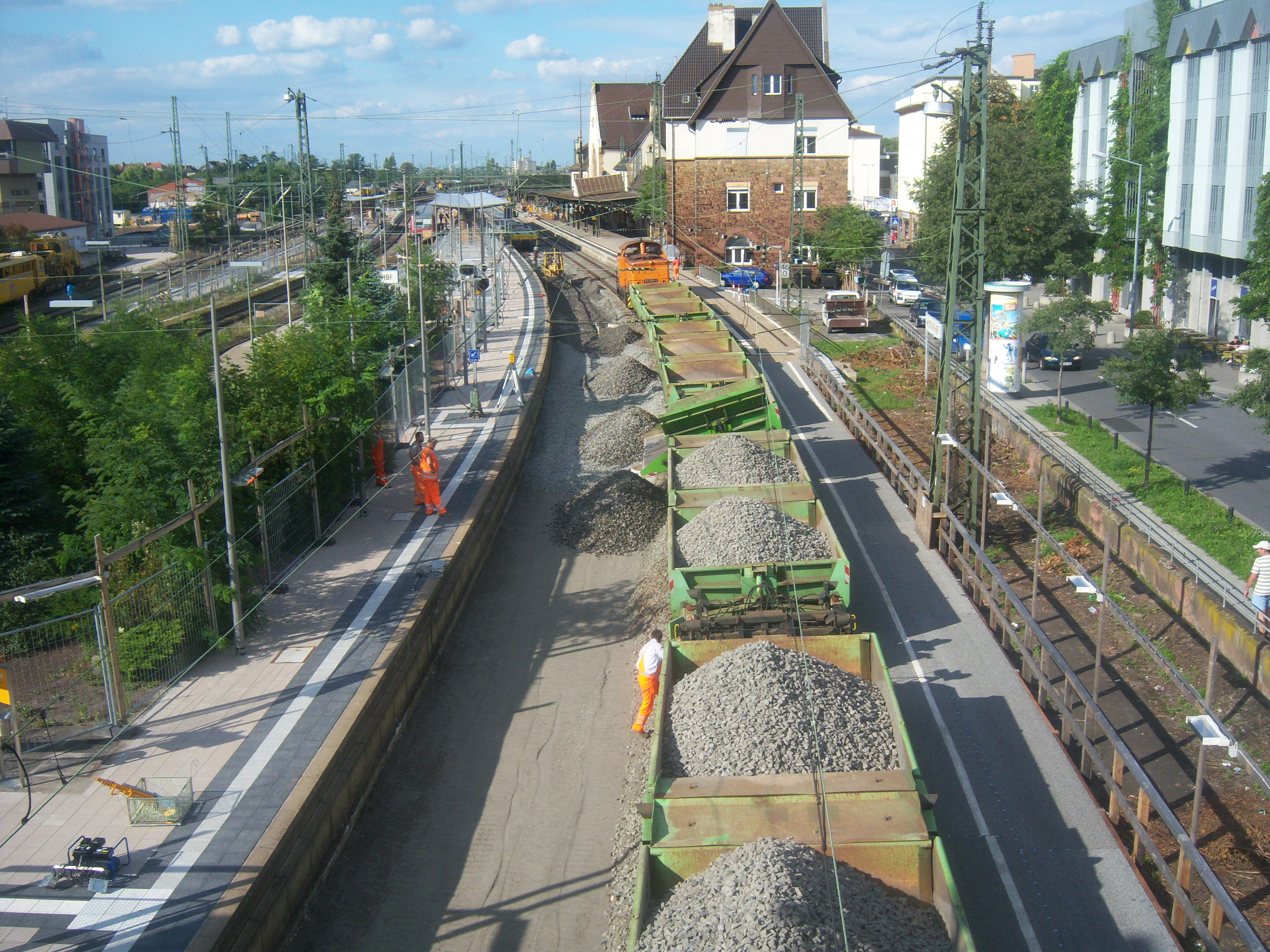
Bau eines Schotteroberbaus im Wormser Hauptbahnhof
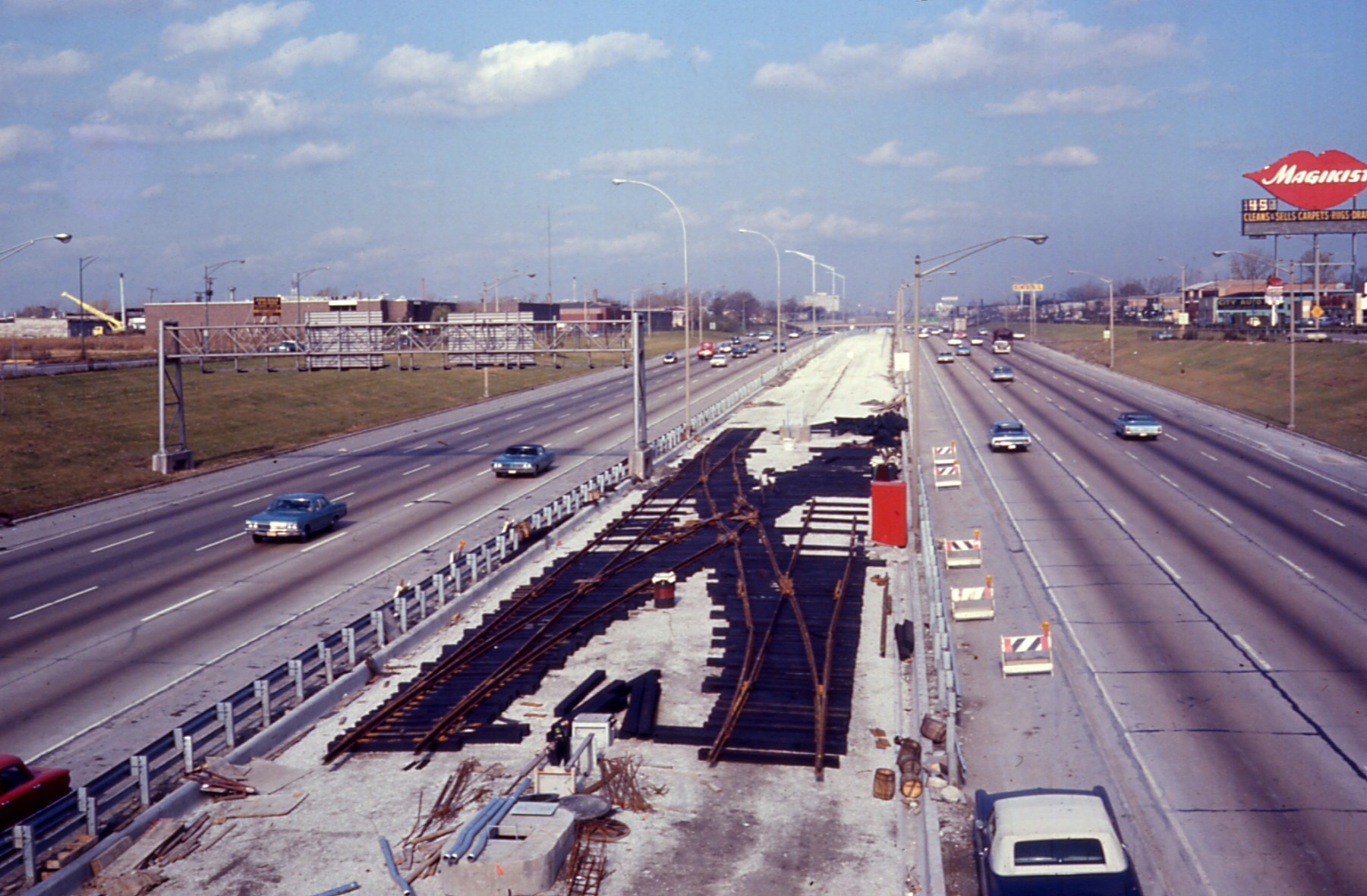
Bau einer Überleitstelle (1968, Chicago)